# Crawfurdia thibetica
Crawfurdia thibetica är en gentianaväxtart som beskrevs av Adrien René Franchet. Crawfurdia thibetica ingår i släktet Crawfurdia och familjen gentianaväxter. Inga underarter finns listade i Catalogue of Life.